# Agata della Pietà
Agata della Pietà (Venècia, ca. 1720 - Venècia, ca. 1780) fou una compositora, professora de música i soprano italiana.

## Biografia
Admesa com a òrfena a l'Ospedale della Pietà de Venècia on va rebre des de la seva infància una profunda formació musical a la coral, és a dir a l'escola de música del convent. El seu cognom deriva del nom del centre, com era habitual amb tots els que hi entraven, desconeixent-se els seus veritables nom i cognom. Va esdevenir soprano solista, professora de cant i directora de l'escola. No es va poder dedicar a l'estudi de cap instrument donat que, des del naixement, no tenia dits a la mà esquerra. Coneguda com a solista de motets encarregats a Giovanni Porta i Andrea Bernasconi, el seu nom es esmentat als manuscrits d'aquest autors; també s'esmenta en un vers anònim atribuït als músics dels cors de la Pietà, datat cap al 1740.
De la seva obra només en queden dos motets, un Aprili Novo en Fa, dedicat a Louisa Della Sga Agnatta, i una versió, també en Fa, del Salm 134 per a les Completes. Només queda la part instrumental del baix. També va produir un text pedagògic, Regali per Gregoria, per a un dels seus estudiants, una solista contralt anomenada Gregoria, activa entre 1746 i 1777.
Juntament amb Michielina i Santa (conegida també com a Samaritana i Sanza) della Pietà, Agata della Pietà és un dels tres únics hostes de l'hospital coneguts per haver estat compositors.